# Cecilie Myrseth

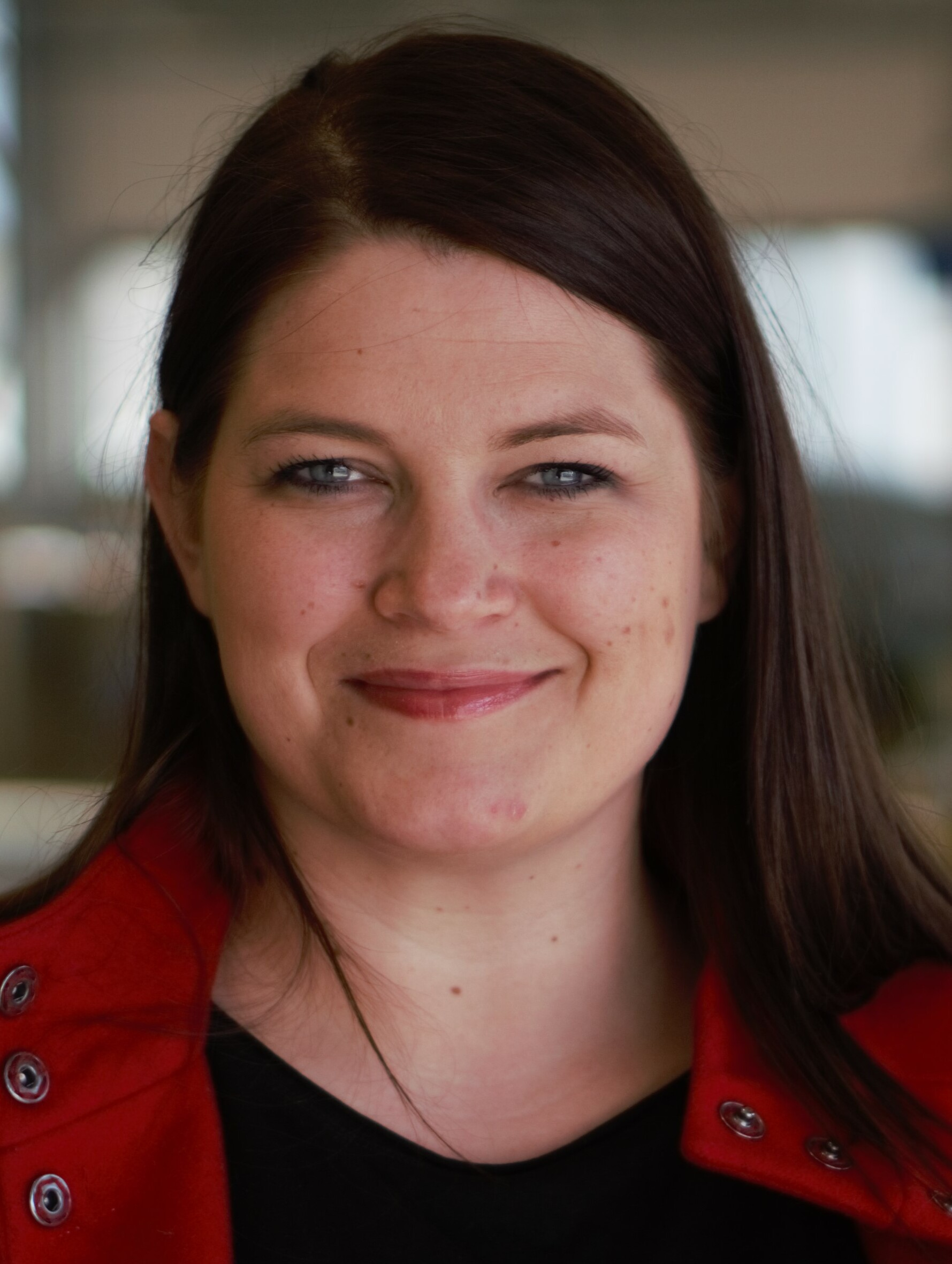
Cecilie Myrseth, 2017

Cecilie Terese Myrseth (* 27. Juli 1984 in Harstad) ist eine norwegische Politikerin der sozialdemokratischen Arbeiderpartiet (Ap). Seit April 2024 ist sie die Wirtschaftsministerin ihres Landes, zuvor fungierte sie ab Oktober 2023 als Ministerin für Fischerei und Meerespolitik. Seit 2017 ist sie Abgeordnete im Storting.

## Leben
Myrseth stammt aus der Gemeinde Lavangen, wo sie bis 2003 die weiterführende Schule in Sjøvegan besuchte. Von 2007 bis 2015 studierte sie Psychologie an der Universität Tromsø. Bei den Fylketings- und Kommunalwahlen im Herbst 2007 zog Myrseth in das Fylkesting der damaligen Provinz Troms ein, ab 2011 fungierte sie als Fraktionsvorsitzende ihrer Partei. In Troms übernahm sie 2014 den Vorsitz der Arbeiderpartiet. Im Jahr 2015 wurde sie im Fylkesting von Trom Fylkesrådsleder, also die Vorsitzende des Fylkesråds und somit Vorsitzende des Parlamentsvorstands. Bei der Fylkestingswahl 2015 war sie zuvor als Spitzenkandidatin für ihre Partei angetreten. Als sie sich im Juni 2017 von der Position als Fylkesrådsleder zurückzog, erklärte sie den Schritt mit ihrer Kandidatur für das norwegische Nationalparlament Storting.
Myrseth zog bei der Parlamentswahl 2017 erstmals in das Storting ein. Dort vertritt sie den Wahlkreis Troms und wurde Mitglied im Wirtschaftsausschuss. Myrseth wurde die fischereipolitische Sprecherin ihrer Partei. Bei einem Parteitag im April 2019 wurde sie in den Parteivorstand ihrer Partei gewählt. Im November 2019 gab Cecilie Myrseth bekannt, bei der Wahl des neuen Vorstands der Arbeiderpartiet in Troms im Februar 2020 nicht erneut anzutreten. Bei der Wahl 2021 zog sie erneut in das Storting ein. Myrseth wurde stellvertretende Vorsitzende im Gesundheits- und Pflegeausschuss und Mitglied im Ap-Fraktionsvorstand.
Am 16. Oktober 2023 wurde sie im Rahmen einer größeren Regierungsumbildung zur neuen Ministerin für Fischerei und Meerespolitik ernannt. Sie übernahm das Amt von ihrem Parteikollegen Bjørnar Skjæran. Im Zuge einer kleineren Umbildung der Regierung wechselte sie am 19. April 2024 als Nachfolgerin von Jan Christian Vestre in das Amt der Wirtschaftsministerin.